# Vũ Chính
Vũ Chính là một xã thuộc thành phố Thái Bình, tỉnh Thái Bình, Việt Nam.

## Thông tin địa lý

### Vị trí
Vũ Chính nằm ở phía Nam thành phố Thái Bình, cách trung tâm thành phố chừng 3,5 km, tiếp giáp các xã phường sau của thành phố Thái Bình: xã Vũ Ninh ở phía Đông Nam, xã Vũ Lạc ở phía Đông, phường Trần Lãm ở phía Đông Bắc và phía Bắc, phường Kỳ Bá ở phía Bắc, phường Quang Trung ở phía Tây Bắc, phía Tây giáp xã Vũ Phúc. Phía Nam Vũ Chính đối diện với xã Việt Thuận huyện Vũ Thư, và tiếp giáp với xã Vũ Hội huyện Vũ Thư.
Cắt ngang qua phía Tây của xã Vũ Chính (qua làng Tống Văn) là đoạn cuối của đường Lý Bôn (ngã ba chợ Tông), tức là đường 223.

### Hành chính
- Chủ tịch Ủy ban nhân dân xã: Phan Văn Báu
- Bí thư Đảng Ủy: Vũ Đức Song

## Kinh tế và Văn hóa
Vũ Chính là một xã vùng ven chuyên nghề nông: trồng lúa nước. Ngoài trồng lúa, Vũ Chính còn là vùng trồng cây cảnh và hoa tươi nổi tiếng ở tỉnh Thái Bình, cung cấp cho thành phố.

## Lịch sử
Hai làng Tống Văn, Tống Vũ của xã Vũ Chính, vào thế kỷ 19 là hai xã (thời xưa) thuộc tổng Hội Khê huyện Vũ Tiên phủ Kiến Xương, của trấn Sơn Nam Hạ (sau là tỉnh Nam Định nhà Nguyễn, rồi tỉnh Thái Bình).

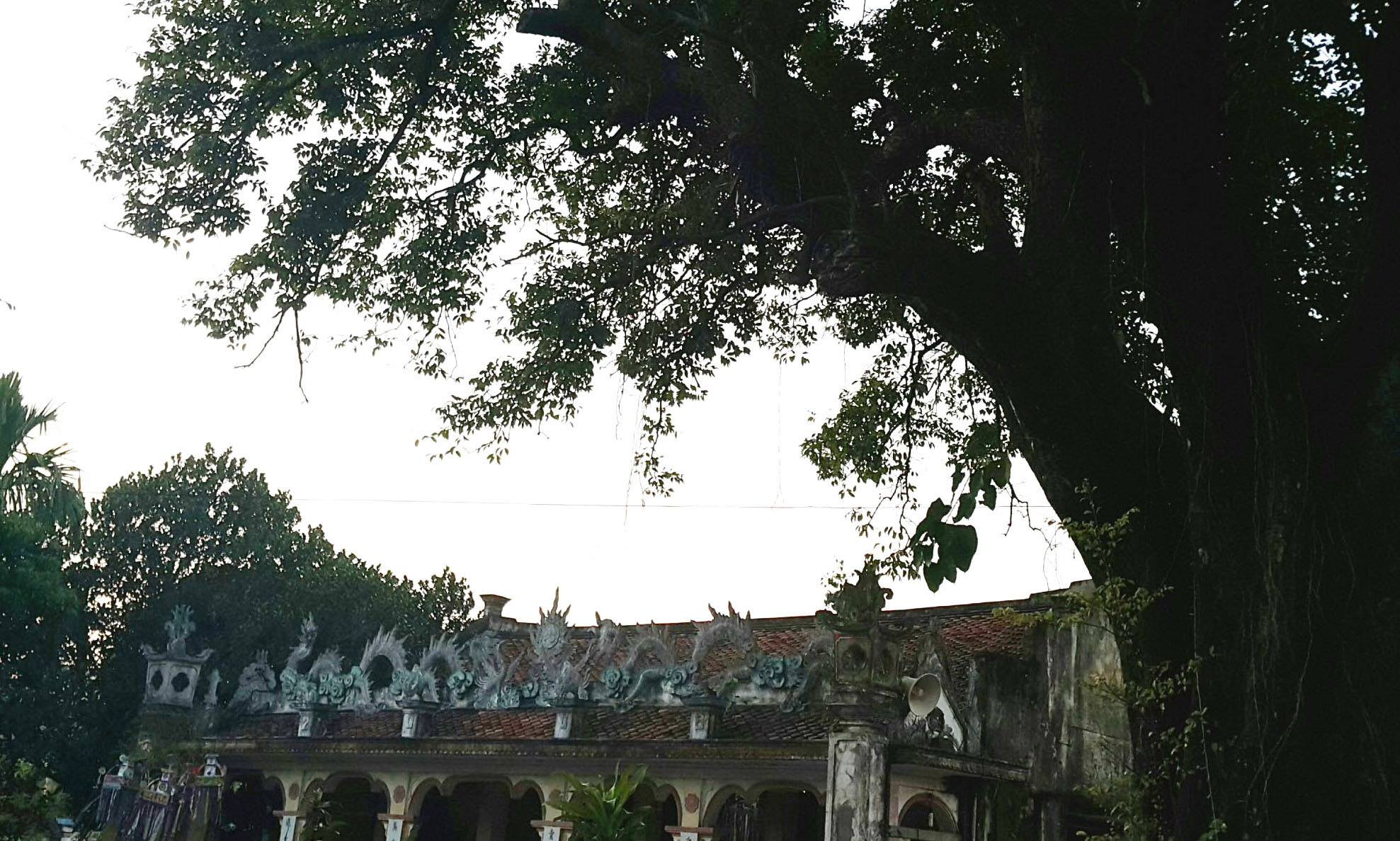
Chua Tống Vũ được xây dựng trong thời Vua Lê Hiển Tông (Lê Cảnh Hưng)

## Hình ảnh

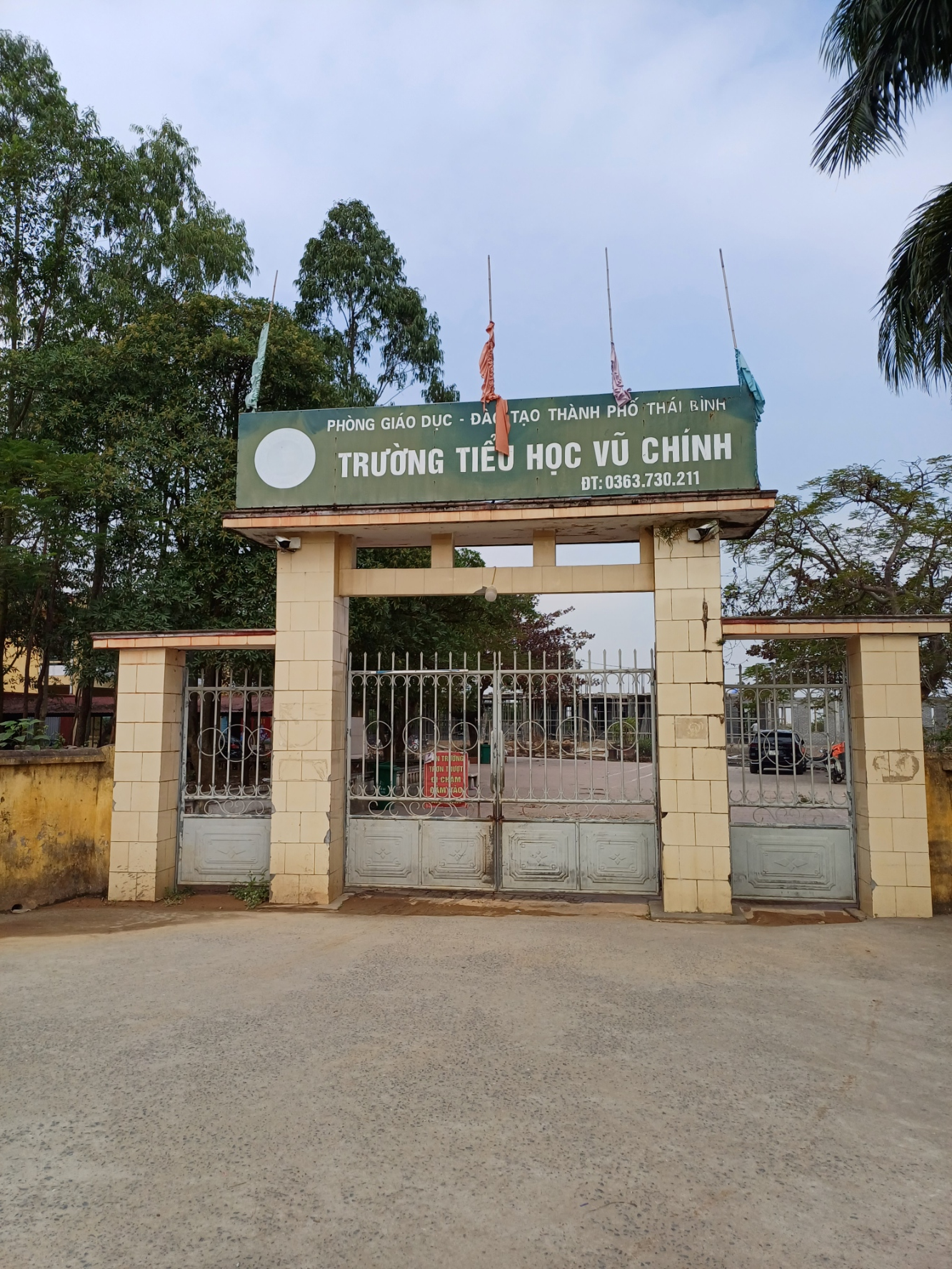
Trường tiểu học Vũ Chính
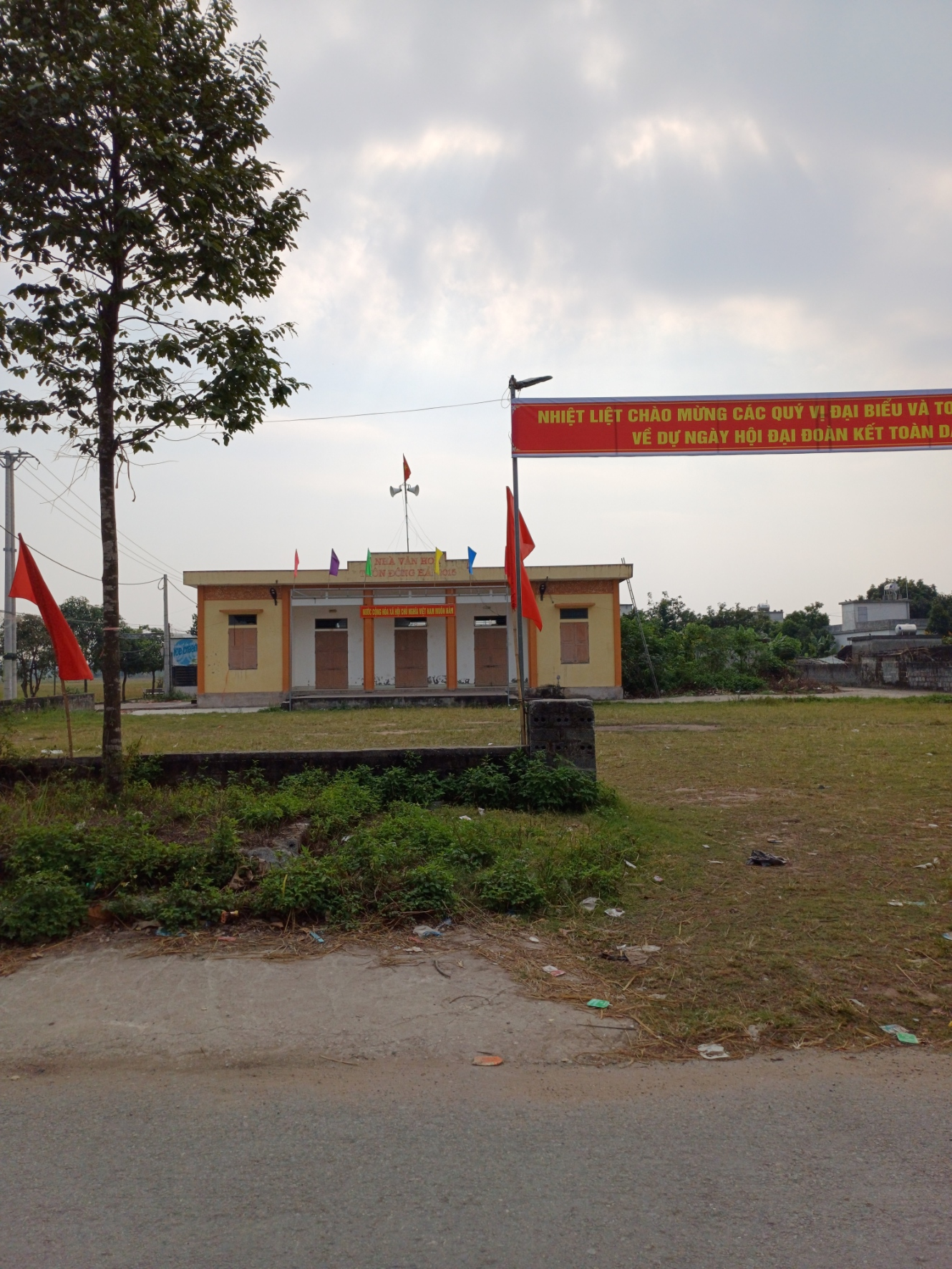
Nhà văn hoá thôn Đông Hải, Tống Vũ